# سبيكة النوبية
سبيكة النوبية زوجة الإمام علي الرضا وأم الإمام محمد الجواد، وهي أم ولد، وقيل إن اسمها دُرّة أو خَيزُران أو ريحانة أو سُكينَة، وأن الإمام الرضا سمّاها بخيزران. وأورد الشيخ الصدوق أن اسمها خيزران، كما أنها تكنى بأم الحسن.
وقد لقبت بالخيزران المرسية، (مريسة: قرية في مصر، أو مرسية: مدينة بالمغرب) أو بسبيكة النوبية (النوبة: منطقة وجبل في السودان أو منطقة في بلاد الحبشة).